# 歐陽靖 (饒舌者)
歐陽靖（英語：Jin Au-Yeung，1982年6月4日—），藝名MC Jin，華裔美國饒舌男歌手，先後在美國、香港和中國大陸發展。2017年7月參加愛奇藝《中國有嘻哈》節目；2018年在愛奇藝《偶像練習生》中擔任饒舌導師，以及出任《中國新說唱2018》北美賽區的明星製作人；2019年在爱奇艺《青春有你》中再次担任饶舌导师。另外，歐陽靖將自己的名字“靖”的字纹在左边颈部。

## 生平

### 早年
1982年，歐陽靖出生於美國佛羅里達州邁阿密市。他的父母早年由香港移民到美國紐約，後移居到邁亞密並在當地經營外賣店，每逢周末均會到當地酒樓食港式飲茶。歐陽靖在14歲前在美國還鍾情於香港流行音樂，尤其崇拜樂壇巨星張學友，還深受周星馳電影中無厘頭情節感染加強幽默感；直至某天他聽到一首饒舌歌曲後，開始鑽研嘻哈音樂（Hip Hop Music）。在創作饒舌歌曲的過程中，歐陽靖發現自己有花式饒舌（Freestyle Rap）的天份，從此立志成為專業的饒舌歌手。

### 成名
2001年，美國九一一襲擊之後，為了給祖父母更多照應，當時高中畢業的歐陽靖跟父母搬到紐約市皇后區法拉盛（Flushing）居住。不過他亦開始到當地的街頭及酒吧作花式饒舌（Freestyle Rap）演出，發展他的音樂事業。
2002年，他在美國黑人娛樂電視台(Black Entertainment Television)的每個星期五播出的音樂節目《106 & Park》中，擊敗了連續六星期冠軍Hassan，之後連續7個星期獲得「Freestyle Friday」環節的冠軍，登上該節目的名人榜。
2003年，歐陽靖與專門製作嘻哈音樂（Hip Hop Music）的拉夫·萊達斯娛樂公司（Ruff Ryders Entertainment）簽約，第一支單曲《Learn Chinese》的MV亦成為他在美國黑人娛樂電視台和華裔音樂電視台（MTV Chi）的首個MV。不過，由於聽眾不習慣《Learn Chinese》的風格和製作，反應未如理想。Ruff Ryders再為歐陽靖炮製第二首單曲《I Gotta Love》，邀請Jay-Z的御用製作人肯伊·威斯特（Kanye West）協助製作，但歌曲未如他在花式饒舌比賽般字字珠璣，結果只是反應一般。
同年，歐陽靖進軍好萊塢，亮相於電影《玩命關頭2》。其歌曲《Peel Off》亦被收錄在該電影的原聲大碟。

### 在美國發展
2004年，MCJIN推出首張專輯《The Rest Is History》，專輯登上了Billboard 「200大專輯排行榜」（Billboard Top 200 Albums Chart）第54位，成為第一位登上該美國唱片排行榜的亞裔美國人。歐陽靖亦成為第一位在美國音樂電視頻道（MTV）的「Fight Klub Battle」環節中出場的華人饒舌歌手。不過在這個環節中因為有不公平的對待加上在缺乏支持下，歐陽靖輸給了Serious Jones，但歐陽靖繼續他的饒舌事業。
2005年，他與華裔美籍歌手王力宏合作灌錄歌曲《蓋世英雄》。同年，灌錄了一首名為《I Quit》的歌曲，令人以為他從此會結束他的音樂生涯。後來，他與另一間獨立唱片公司格拉夫·普拉斯娛樂公司簽約，於同年10月25日推出他第二張唱片《The Emcee's Properganda》。
2006年，歐陽靖推出了兩張唱片，分別為《100 Grand Jin》及《I Promise》。同年4月24日，他推出了一首名為《Open Letter to Obama》的歌曲，令他登上了MySpace的「Barack Obama's Top 8 list」的第一位。
2007年，歐陽靖推出了一首歌曲《Rain, Rain Go Away》，以紀念美國維珍尼亞理工學院於2007年4月16日發生的校園槍擊案。

### 在香港發展
2008年，他在香港發展，其歌曲《ABC》（American-Born Chinese）唱出美國出生華人心聲，並在2008年度叱吒樂壇流行榜頒獎典禮獲得「專業推介·叱咤十大 第六位」 。
2009年，歐陽靖推出了兩張廣東專輯《軒尼詩x歐陽靖免費Rap Mixtape 2009》及《維他聖誕Mixtape》，另外，他與鄭融、關心妍及鍾欣桐製作歌曲。同年，歐陽靖接受了「West Coast Pit」冠軍Dizaster of GrindTime挑戰，進行Rapping的比試。
2010年2月1日，歐陽靖與林盛斌及陳偉霆開始主持無綫J2的《兄弟幫》節目。同年4月16日，歐陽靖開始主持無綫電視的《勁歌金曲》節目。6月，歐陽靖有份參演的《打擂台》上映，其主題曲《Fight To Win》由歐陽靖主唱。7月13日，歐陽靖與陳奐仁推出合作新碟《買一送一》，二人六年前首次見面，近年再遇後促成了這次合作。2010年9月22日與陳奐仁開Double Happiness 共1場@star hall。2010年12月7日與rubberband開靖x膠人人合唱團 共1場@ star hall。2010年12月，歐陽靖與行政長官曾蔭權為慶祝聖誕在網上rap歌。2011年2月12日 與太太Carol在波多黎各的小島舉行婚禮。
2011年，歐陽靖加入主持界，為武術資訊節目《龍騰天下》及武術選秀節目《功夫新星》擔任主持工作，但同時亦在《依家有喜》、《點解阿Sir係阿Sir》等劇集客串演出，8月，歐陽靖於熱爆全城的警匪劇《潛行狙擊》飾演刑事情報科臥底「蠟青」，更提名萬千星輝頒獎典禮2011「我最喜愛的電視男角色」；因飲食節目掀起熱潮，歐陽靖亦擔綱主持介紹香港著名食品的飲食節目《香港美食100強》。因歐陽靖表現出色，於萬千星輝頒獎典禮2011，獲頒「飛躍進步男藝員」獎項，由《打擂台》中飾演他師傅的泰迪羅賓頒獎，上台奪獎時更表示「唔打就唔會輸，要打就要贏」。
。
2014年，歐陽靖因要照顧身在美國的太太及兒子，於《點金勝手》拍攝完成之後，離開無綫電視及回流美國。

### 在中國大陸发展
2017年起在中國大陸演藝圈發展，參加饒舌選秀節目《中國有嘻哈》，以神秘蒙面人Hip-hop Man（嘻哈俠）的身分參賽，但很多Hip-hop選手都聽出Hip-hop Man是歐陽靖。Hip-hop Man於第4期節目曾被潘瑋柏、MC Hot Dog批評饒舌多為英文，中文太少。Hip-hop Man揮手離去，不過他並沒被淘汰。在第7期節目，Hip-hop Man（嘻哈俠）脫下面具，真面目首次正式曝光，最後在第八期被吳亦凡淘汰，雖然他被淘汰，但仍然被場上所有人稱讚。
2017年12月5日，欧阳靖在五月天上海演唱會擔任嘉賓。
2018年初參與愛奇藝製作的選秀節目《偶像練習生》，與JYP男團GOT7的Jackson共同擔任Rap指導老師。
2019年，歐陽靖於《蒙面唱將猜猜猜》首度演譯慢歌《無心傷害》，大獲好評。
2021年，欧阳靖参加综艺节目《披荆斩棘的哥哥》。

## 私人生活
2011年2月12日，歐陽靖與拍拖五年的女友Carol結婚。
2012年，他的太太Carol於美國時間6月1日在紐約順產誕下兒子Chance（歐陽健），7磅14盎士（3576克）。
2019年4月，歐陽靖透過社交網站宣布，家中再添一子，小兒子叫Justus（歐陽康）。
2020年5月下旬，歐陽靖聲援美國反警暴，遭網民留言叫支援香港，即把網民封鎖。歐陽靖在發文短短一小時內由積極封鎖有關香港留言變成直接關閉所有留言功能。
2020年，电影魔物獵人中饰演士兵的歐陽靖於電影對話中表示：「Look at my knees!（看看我的膝蓋！）」旁邊另一位士兵回問他是什麼樣的膝蓋，他笑著回答：「Chi-nese！」该對白由于涉嫌影射二戰童謠「Chinese, Japanese, dirty knees, look at these.」，暗嘲亞洲人喜歡下跪，因而受到大批內地網民追擊。歐陽靖隨後於凌晨在社交網站為事件道歉，並對事情發展感遺憾，表示這句台詞的本意是積極正面的。他認為此事不但關係到事業，而是關係到他內心更為珍視的東西——根，並強調這句台詞的背後情感是對自己是一個中國士兵感自豪，再強調他的身體每一部分都是一個中國人。

## 唱片作品
- 《The Rest Is History（英语：The Rest Is History）》 推出日期：2004年10月29日（唱片排行12位）

1. Intro/the signing（skit）
2. Here now
3. Get your handz off
4. Club song
5. The come thru
6. So afraid
7. I gotta love
8. Chinese beats（skit）
9. Learn chinese
10. The good,the bad&the ugly
11. Senorita
12. Love story
13. Cold outside
14. C'mon
15. Karaoke night
16. Same cry
17. Thank you

- 《The Emcee's Properganda（英语：The Emcee's Properganda）》 推出日期：2005年10月25日

1. Emcee, The（Skit）
2. Perspectives
3. Top 5（Dead or Alive）
4. Mr. Popular
5. My First Time
6. Properganda
7. No More Fans
8. G.O.L.D.E.N.
9. Foolish Little Girls
10. Craftiest, The（Skit）
11. 100 Thousand Sold, Pt. 2
12. No Concept -（featuring Yungmac/LS）
13. Carpe Diem
14. It's All Over

- 《100 Grand Jin》 推出日期：2006年8月29日

1. 100 Grand Jin
2. F.Y.I.-Feat. Young Mac
3. Long Winding Road
4. Money Comes, Money Goes
5. Mass Appeal
6. Politics As Usual
7. Fuck Jay-Z!
8. Back Pack
9. Music Is For Life-Feat. Floetry
10. Through Ha Days
11. Let me（Be Myself）
12. The Ambassador
13. Something About You
14. Food Fight-Feat. The Far East Movement
15. Upside Down

- 《I Promise》 推出日期：2007年10月23日（MySpace：2006年11月1日—2006年11月27日）

1. Name Calling
2. Yeah
3. Determination
4. Doin' What I Do feat. Dina Rae
5. Myspace Collabo（skit）
6. I Download
7. 36-24-36
8. Perfect Strangers feat. Bryan Ellis
9. Clap Your Hands
10. Can't Wait feat. YungMAC
11. Crafty Awards（skit）
12. Award Show
13. Chinese Food
14. I Promise
15. Goodbye

- 《ABC》 推出日期：2007年2月20日

1. ABC
2. It's Hiphop
3. HK Superstar - Jin, Daniel Wu
4. Speak Can't Read
5. Ape Shall Never
6. Yum Dom Cha
7. Wai Wai Wun Bean Wai
8. Instant Noodle
9. 1997
10. Wun Lern Chon - Jin, Ken Oak

- 《「ABC」（HK Version）》 推出日期：2008年8月6日

1. ABC
2. 真正hip hop
3. 香港Superstar（ft. 吳彥祖）
4. 識講唔識睇
5. ape shall never kill ape
6. 飲啖茶
7. 喂喂搵邊位
8. 即食麵
9. 1997
10. 搵兩餐（ft. ken oak）
11. 上堂時間（bonus track）

- 《軒尼詩x歐陽靖免費Rap Mixtape 2009》 推出日期：2009年1月26日

1. 新年快樂
2. 免費RAP
3. 早晨
4. 特別新聞報告（一）
5. 想影相
6. 靚仔靚女
7. 留口訊
8. 特別新聞報告（二）
9. 四圍RAP（featuring 24味）
10. 特別新聞報告（三）
11. 係又YO唔係又YO

- 《維他聖誕Mixtape》 推出日期：2009年12月16日

1. 聖誕Rap
2. 曬命
3. Okay It's KT
4. 頂頂大名
5. Amezing
6. 入屋
7. 711 feat. KT
8. o靚模 vs. Normal（Remix）feat. KT
9. 有限公司 feat. KT
10. 2010 feat. KT
11. VLT澀得起 就係我
12. Encore VLT 錫蘭檸檬茶

- 《買一送一》（與陳奐仁合作）推出日期：2010年7月13日

1. 買一送一
2. 安眠藥
3. 甚麼都不做
4. 女朋友
5. 睇低你
6. 慢走，再見，老朋友
7. 媽媽
8. 妥協
9. 希望
10. Happiness

- 《回香靖》 推出日期：2011年8月8日

1. 回香靖
2. 人氣急升
3. 師奶殺手
4. 發o左達
5. 不准吸煙 featuring KT
6. 立立亂
7. 世紀婚禮
8. 仔大仔世界
9. 女大十八變
10. 紅館見

- 《XIV：LIX》 推出日期：2014年10月21日

1. Ladies and Gentlemen
2. Comin' Up
3. Welcome to the Club - 歐陽靖/Teesa
4. Complicated - 歐陽靖/Hollis
5. Carry On - 歐陽靖/Stacie Bollman
6. Eat, Sleep, and Die
7. Money
8. Glow - 歐陽靖/Tim Be Told
9. Chinese New Year
10. Fairytales - 歐陽靖/Teesa
11. Like a Rock - 歐陽靖/Tim Be Told
12. Fan Mail
13. Heaven's Ceiling - 歐陽靖/Bere
14. Welcome Home - 歐陽靖/Storm & Bella
15. Hallelujah

## 其他音樂作品
註：“其他音樂作品”前標註的具體年月日爲歌曲發布時間。
- 2005年12月30日：《蓋世英雄》 — 王力宏、歐陽靖
- 2008年：《無謂情歌》 — 鄭融、莊冬昕、歐陽靖
- 2009年：《世代之初》 — 關心妍、歐陽靖
- 2009年：《心多》 — 鍾欣桐、歐陽靖
- 2009年：《弟子規》 — 薛家燕、歐陽靖
- 2010年：《女朋友》 — 陳奐仁、歐陽靖
- 2010年：《Men's Talk (男士托)》 — 林雪、阮民安、歐陽靖
- 2010年：《秋香怒點唐伯虎》 — 王祖藍、歐陽靖
- 2010年：《Fight To Win》 — 葉振棠、歐陽靖
- 2010年：《你們好》—王梓軒、INK@Union、歐陽靖
- 2010年：《買一送一》— 陳奐仁、歐陽靖
- 2011年：《AXA新里程》— 歐陽靖
- 2011年、2012年：《没时间后悔》— 陳奐仁、歐陽靖
- 2013年：玩命關頭6電影原聲帶 《HK Superstar》— 吳彥祖(Daniel Wu)、歐陽靖(MC Jin)(即2007年大碟《ABC》的Track 3《香港Superstar》)
- 2017年8月1日：支付寶廣告MV《無束縛》 — Tizzy T、歐陽靖
- 2017年8月5日：《HipHopMan》——欧阳靖
- 2017年9月18日：《零》——欧阳靖（電影《英倫對決》全球首唱電影推廣曲）
- 2017年9月23日：《不如牵手》——龚柯允、欧阳靖（黄明志作词）
- 2017年12月15日：《SuperNBA》——欧阳靖（《最強NBA》手遊主題曲）
- 2018年3月30日：《Reunion》——林峯、欧阳靖（鄧智偉、庄冬昕作詞）（網絡劇《飛虎之潛行極戰》主題曲）
- 2018年4月6日：《不帥》——欧阳靖（送給粉絲的打call單曲）
- 2018年6月29日：《Make Your Move》——欧阳靖
- 2018年7月10日：《DEBUT》——欧阳靖
- 2019年5月8日：《青春的時光》——欧阳靖
- 2019年5月28日：《第一對手》——林書豪、欧阳靖（節目《籃球大唱片》熱血主題曲）
- 2019年6月17日：《愛恨情仇》——孫八一、欧阳靖（電影《美猴王之真假孫悟空》主題曲）
- 2019年7月22日：《打破沉默》——楊紫、任賢齊、欧阳靖（林喬、劉恩訊作詞）（電影《沉默的證人》主題曲）
- 2021年8月12日：《Brother Man》——欧阳靖
- 2023年5月13日：《過山車》——欧阳靖

## 派台歌曲紀錄
| 派台歌曲成績（四台） | 派台歌曲成績（四台）      | 派台歌曲成績（四台） | 派台歌曲成績（四台） | 派台歌曲成績（四台） | 派台歌曲成績（四台） | 派台歌曲成績（四台）                                                         | 派台歌曲成績（四台）                                                         |
| -------------------- | ------------------------- | -------------------- | -------------------- | -------------------- | -------------------- | ---------------------------------------------------------------------------- | ---------------------------------------------------------------------------- |
| 唱片                 | 歌曲                      | 903                  | RTHK                 | 997                  | TVB                  | 備註                                                                         | 備註                                                                         |
| 2008年               |                           |                      |                      |                      |                      |                                                                              |                                                                              |
| ABC                  | 上堂時間                  | -                    | 14                   | -                    | -                    |                                                                              |                                                                              |
| ABC                  | ABC                       | 1                    | 3                    | 5                    | -                    |                                                                              |                                                                              |
|                      | Move It                   | -                    | -                    | -                    | -                    |                                                                              |                                                                              |
| 2010年               |                           |                      |                      |                      |                      |                                                                              |                                                                              |
| 買一送一             | 女朋友                    | 14                   | -                    | -                    | -                    | 與陳奐仁合唱                                                                 | 與陳奐仁合唱                                                                 |
|                      | Fight to Win              | 9                    | 19                   | 4                    | -                    | Featuring 葉振棠                                                             | Featuring 葉振棠                                                             |
| 買一送一             | 媽媽                      | -                    | -                    | -                    | -                    | 與陳奐仁合唱                                                                 | 與陳奐仁合唱                                                                 |
| 買一送一             | 買一送一                  | 17                   | 3                    | 7                    | 1                    | 與陳奐仁合唱                                                                 | 與陳奐仁合唱                                                                 |
| 買一送一             | 甚麼都不做                | -                    | -                    | -                    | -                    | 與陳奐仁合唱                                                                 | 與陳奐仁合唱                                                                 |
| 天愛                 | 新天新地                  | -                    | -                    | -                    | -                    | 與鄭希怡合唱                                                                 | 與鄭希怡合唱                                                                 |
| 買一送一             | Happiness                 | 3                    | -                    | 4                    | -                    | 與陳奐仁合唱                                                                 | 與陳奐仁合唱                                                                 |
|                      | It's About Time           | -                    | -                    | -                    | -                    |                                                                              |                                                                              |
| 2011年               |                           |                      |                      |                      |                      |                                                                              |                                                                              |
| 回香靖               | 人氣急升                  | -                    | -                    | 2                    | 4                    |                                                                              |                                                                              |
| 回香靖               | 發咗達                    | -                    | 7                    | 2                    | 2                    |                                                                              |                                                                              |
| 回香靖               | 紅館見                    | -                    | -                    | 3                    | -                    |                                                                              |                                                                              |
| 2012年               |                           |                      |                      |                      |                      |                                                                              |                                                                              |
|                      | 率性                      | -                    | -                    | 4                    | -                    | 與KT、譚淇淇合唱                                                             | 與KT、譚淇淇合唱                                                             |
| 2017年               |                           |                      |                      |                      |                      |                                                                              |                                                                              |
|                      | Hip Hop Man               | -                    | -                    | -                    | -                    | TVB8：2                                                                      | TVB8：2                                                                      |
| 2018年               |                           |                      |                      |                      |                      |                                                                              |                                                                              |
|                      | Reunion                   | -                    | -                    | -                    | -                    | 無綫電視劇《飛虎之潛行極戰》主題曲 與林峯合唱 加拿大至 HIT 中文歌曲排行榜：1 | 無綫電視劇《飛虎之潛行極戰》主題曲 與林峯合唱 加拿大至 HIT 中文歌曲排行榜：1 |
| 派台歌曲成績（五台） |                           |                      |                      |                      |                      |                                                                              |                                                                              |
| 唱片                 | 歌曲                      | 903                  | RTHK                 | 997                  | TVB                  | ViuTV                                                                        | 備註                                                                         |
| 2023年               |                           |                      |                      |                      |                      |                                                                              |                                                                              |
|                      | NOBODY                    | -                    | -                    | 5                    | 9                    | -                                                                            | 跨年上榜（TVB） 翌年上榜（997）                                              |
| 2024年               |                           |                      |                      |                      |                      |                                                                              |                                                                              |
|                      | 過山車                    | -                    | -                    | 4                    | 1                    | -                                                                            |                                                                              |
| 2025年               |                           |                      |                      |                      |                      |                                                                              |                                                                              |
|                      | 再次站起來（Legends Mix） | ×                    | ×                    | ×                    | -                    | ×                                                                            |                                                                              |

| 各台冠軍歌總數 | 各台冠軍歌總數 | 各台冠軍歌總數 | 各台冠軍歌總數 | 各台冠軍歌總數 | 各台冠軍歌總數    | 各台冠軍歌總數    | 各台冠軍歌總數 |
| -------------- | -------------- | -------------- | -------------- | -------------- | ----------------- | ----------------- | -------------- |
| 四台a          | 903            | RTHK           | 997            | TVB            | 備註              | 備註              | 備註           |
| 四台a          | 1              | 0              | 0              | 2              | 四台冠軍歌總數：0 | 四台冠軍歌總數：0 |                |
| 五台b          | 903            | RTHK           | 997            | TVB            | ViuTV             | 備註              |                |
| 五台b          | 0              | 0              | 0              | 1              | 0                 | 五台冠軍歌總數：0 |                |

- （*）仍在榜上
- （-）未能上榜
- （×）沒有派往該台
- ^  注解a：包括2023年後的冠軍歌曲
- ^  注解b：2023年起

## 電視綜藝節目
註：“電視綜藝節目”前標註的具體年月日爲首播時間，並非錄製時間。
- 2009年：Cooking媽嫲（Now香港台）
- 2010年：兄弟幫（無綫電視J2）（主持）
- 2010年：勁歌金曲（無綫電視翡翠台、高清翡翠台）（主持）
- 2010年：超級遊戲獎門人（無綫電視）
- 2010年：荃加福祿壽（無綫電視）
- 2011年：變身男女Chok Chok Chok（無綫電視）
- 2011年：華麗明星賽（無綫電視）
- 2011年：功夫新星（無綫電視）（主持）
- 2011年：香港美食100強（無綫電視）（主持）
- 2011年：萬千星輝賀台慶（無綫電視）（表演嘉賓）
- 2011年：2012無綫節目巡禮（無綫電視）（主持）
- 2012年：環遊世界明星賽（無綫電視）
- 2017年6月24日-2017年8月12日、2017年9月9日：《中國有嘻哈》（第1期-第8期、第12期） （選手+表演嘉賓）
- 2017年10月6日：《脫口秀大會第一季》 （第9期）（嘉賓）
- 2018年1月19日-2018年4月6日：《偶像練習生》 （Rap導師）
- 2018年7月21日：《中國新說唱2018》 （第2期）（北美賽區明星製作人）
- 2018年10月26日：《中國音樂公告牌》 （第8期）（表演嘉賓)
- 2019年1月6日：《吐槽大會第三季》 （第10期）（嘉賓）
- 2019年1月21日-2019年4月6日：《青春有你》 （Rap導師）
- 2019年5月21日、2019年5月28日：《籃球大唱片》 （第3期、第4期）（嘉賓）
- 2019年8月30日：《中國新說唱2019》（第12期）（表演嘉賓）
- 2019年11月3日、2019年11月10日：《蒙面唱將猜猜猜S4》EP4、EP5
- 2021年8月12日-2021年11月：《披荊斬棘的哥哥》

## 電視劇

### 電視劇（無綫電視）
| 年份   | 電視劇           | 角色             | 性质       |
| 2010年 | 依家有喜         | MC Jin           | 客串       |
| 2011年 | 點解阿Sir係阿Sir | MC Jin           | 客串       |
| 2011年 | 潛行狙擊         | 楊立青（蠟青）   | 男配角     |
| 2011年 | 結·分@謊情式     | MC Jin           | 客串       |
| 2012年 | 雷霆掃毒         | 吳德添（沙膽添） | 第四男主角 |
| 2014年 | 點金勝手         | 朱國亮（豬腳）   | 第三男主角 |

### 電視劇（邵氏兄弟）
| 年份   | 電視劇           | 角色 | 性质 |
| 2018年 | 守護神之保險調查 | Rex  | 客串 |

## 電影
- 2003年：狂野時速2 飾 Jimmy
- 2009年：死神傻了 飾 陳振沖
- 2010年：打擂台 飾 叢生猛
- 2010年：李小龍 飾 小麒麟
- 2011年︰Laughing Gor之潛罪犯 飾 楊立青（蠟青）
- 2014年：青龍復仇 飾 Detective Tang
- 2016年：刑警兄弟 飾 毒品調查科同事
- 2018年：我的情敵女婿 飾 MC Jin
- 2019年：沉默的證人 飾 威仔
- 2019年：掃毒2天地對決 飾 曹平
- 2020年：魔物獵人 飾 艾克斯（Axe）

## 廣告
- 2009年：維他檸檬茶VLT廣告（與尹光拍攝）
- 2009年：Romago Design
- 2010年：Samsung
- 2010年：neway
- 2010年：Romago Design
- 2010年：維他檸檬茶VLT廣告
- 2010年：BSX服裝廣告
- 2010年：美心冰皮月餅廣告
- 2010年：遵理學校廣告
- 2010年：ubuyibuy廣告
- 2010年：i-hair salon廣告
- 2010年：吉野家廣告
- 2011年：遵理學校廣告
- 2011年：BSX廣告
- 2011年：AXA安盛廣告MV《AXA新里程》
- 2012年：植物物語淋浴露
- 2012年：寶潔正貨廣告
- 2014年：正貨廣告
- 2017年：支付寶廣告MV《無束縛》
- 2018年：匯豐銀行HSBC信用卡廣告
- 2018年：機場快綫20年

## 獎項

### 2008年度
- 2008年度叱咤樂壇流行榜頒獎典禮 - 專業推介叱咤十大 第六位《ABC》

### 2010年度
- 新城勁爆頒獎禮2010 - 新城勁爆Hip Hop歌手
- 2010年度TVB8金曲榜頒獎典禮 - TVB8金曲榜最佳合唱歌曲獎《買一送一》（與陳奐仁一同獲獎）
- 2010年度十大勁歌金曲獎頒獎禮 - 最受歡迎唱作歌星 金獎（與陳奐仁一同獲獎）

### 2011年度
- 萬千星輝頒獎典禮2011 - 飛躍進步男藝員
- 新城勁爆頒獎禮2011 - 新城勁爆人氣歌手

### 2017年度
- 亞洲新歌榜2017年度盛典 - 年度最佳說唱歌手[23]
- 微博之星2017 - 微博年度說唱歌手